# The Good Nurse
The Good Nurse és una pel·lícula dramàtica estatunidenca del 2022 protagonitzada per Jessica Chastain i Eddie Redmayne com a dues infermeres, una que sospita que l'altra és responsable d'una sèrie de morts de pacients. La pel·lícula està basada en el llibre de crims reals del 2013 de Charles Graeber sobre l'assassí en sèrie Charles Cullen. Està dirigida per Tobias Lindholm i escrida per Krysty Wilson-Cairns. La pel·lícula també és protagonitzada per Nnamdi Asomugha, Kim Dickens i Noah Emmerich. S'ha subtitulat al català.
The Good Nurse es va estrenar al Festival Internacional de Cinema de Toronto l'11 de setembre de 2022 i es va estrenar en una selecció de cinemes el 19 d'octubre de 2022, abans de la seva estrena en línia el 26 d'octubre de 2022 a Netflix. La pel·lícula va rebre crítiques positives.

## Argument
La pel·lícula situa la història l'any 2003. L'Amy Loughren, la protagonista, és mare soltera i treballa d'infermera a la Unitat de Cures Intensives (UCI) del Parkfield Memorial Hospital de Nova Jersey. Ningú ho sap, però té problemes cardiovasculars; pateix cardiomiopatia, una malaltia del cor. Desgraciadament, no disposa d'una assegurança mèdica que li cobreixi l'operació que necessita, i té por de ser acomiadada si notifica la malaltia. La falta d'assegurança l'obliga a seguir treballant durant quatre mesos més per poder adquirir-la i pagar un trasplantament de cor. Al cap de poc coneix a Charles Cullen, un nou infermer a qui presenta l'hospital i amb qui comparteix horaris. Tots dos es fan amics i Charlie descobreix la cardiomiopatia de l'Amy, però li guarda el secret i l'ajuda en tot moment.
Quan una de les pacients (Ana Martinez) de l'hospital atesa pels dos infermers, mor inexplicablement, la junta administrativa de l'hospital comença una investigació i es posa en contacte amb la policia estatal. Els detectius Danny Baldwin i Tim Braun procedeixen a investigar. No obstant això, Linda Garran, gestora de riscos de l'hospital que encapçala la investigació, resta importància ràpidament al cas i el tanca al·legant que la mort no va ser intencionada i que el motiu per denunciar-la va ser simplement per complir amb el protocol sanitari. Els detectius desconfien d'aquesta decisió i continuen treballant en el cas. Repassen els currículums dels sanitaris i es fixen en el de Charlie Cullen i descobreixen que va estar condemnat l'any 1995 per càrrecs menors i que ha estat en molts hospitals.
Amy és interrogada pels policies, que la informen de tot el que se li va administrar a la pacient, i veu que va ser administrada insulina malgrat que no fos diabètica ni la necessités. Els policies li fan preguntes sobre el Charlie, però l'Amy el defensa. Així i tot, els detectius segueixen investigant i intenten contactar amb els hospitals en els quals el Charlie va treballar anteriorment, però cap d'ells accedeix a proporcionar-los informació sobre Cullen. L'hospital comparteix finalment la seva investigació amb els policies per ajudar-los, però aquests s'adonen que està molt poc desenvolupada i que no els aporta res de nou. Les tensions amb l'hospital acaben fent que l'entrada a l'edifici els sigui prohibida i que no puguin parlar amb els sanitaris.
La vida continua a l'hospital i poc temps després Kelly Anderson, una altra pacient, mor també de manera inexplicada. Amy se sorprèn i descobreix que a ella també se li va administrar insulina la nit anterior. Comença a sospitar alguna cosa i es posa en contacte amb una vella amiga, la Lori, que també és infermera i va treballar amb el Charlie en un altre hospital. Ella explica a la protagonista que durant l'estança del Charlie a l'hospital va haver-hi moltíssims codis d'alerta i morts sobtades, i que després que se n'anés, amb prou feines tenien un codi al mes.
Amy segueix indagant en el cas i es dirigeix al magatzem de l'hospital, on comprova que diverses bosses de sèrum han estat punxades i contaminades amb insulina. Llavors, la protagonista avisa els detectius de les proves que ha trobat i aquests es posen en contacte amb el marit de la difunta Kelly Anderson, que accedeix a exhumar el cos de la seva dona mitjançant una autòpsia per tal de comprovar si contenia insulina al cos. L'autòpsia confirma les sospites d'Amy. A l'hospital, l'administració acomiada el Charlie sota el pretext que el seu currículum conté discrepàncies.
Els detectius tracen un pla i organitzen una trobada entre l'Amy i el Charlie a una cafeteria per tal d'intentar que ell confessi els seus crims, però quan ella li demana explicacions sobre el seu acomiadament, ell respon agressivament i no diu res. La policia el deté, però no aconsegueixen que confessi res. L'Amy s'ofereix per parlar-hi i hi té una conversa afectuosa on li demana que digui la veritat. Charlie acaba dient: "ho vaig fer", i quan l'Amy li pregunta el motiu, ell respon: "perquè no m'han aturat".
Al final de la pel·lícula, un epíleg explica que el Charlie Cullen real va ser condemnat a 18 cadenes perpètues consecutives per l'assassinat de 29 pacients, però que es calcula que el nombre real d'homicidis podria ascendir a 400. També detalla que Amy Loughren va poder sotmetre's a la cirurgia que necessitava i que viu amb les seves filles a Florida.

## Repartiment

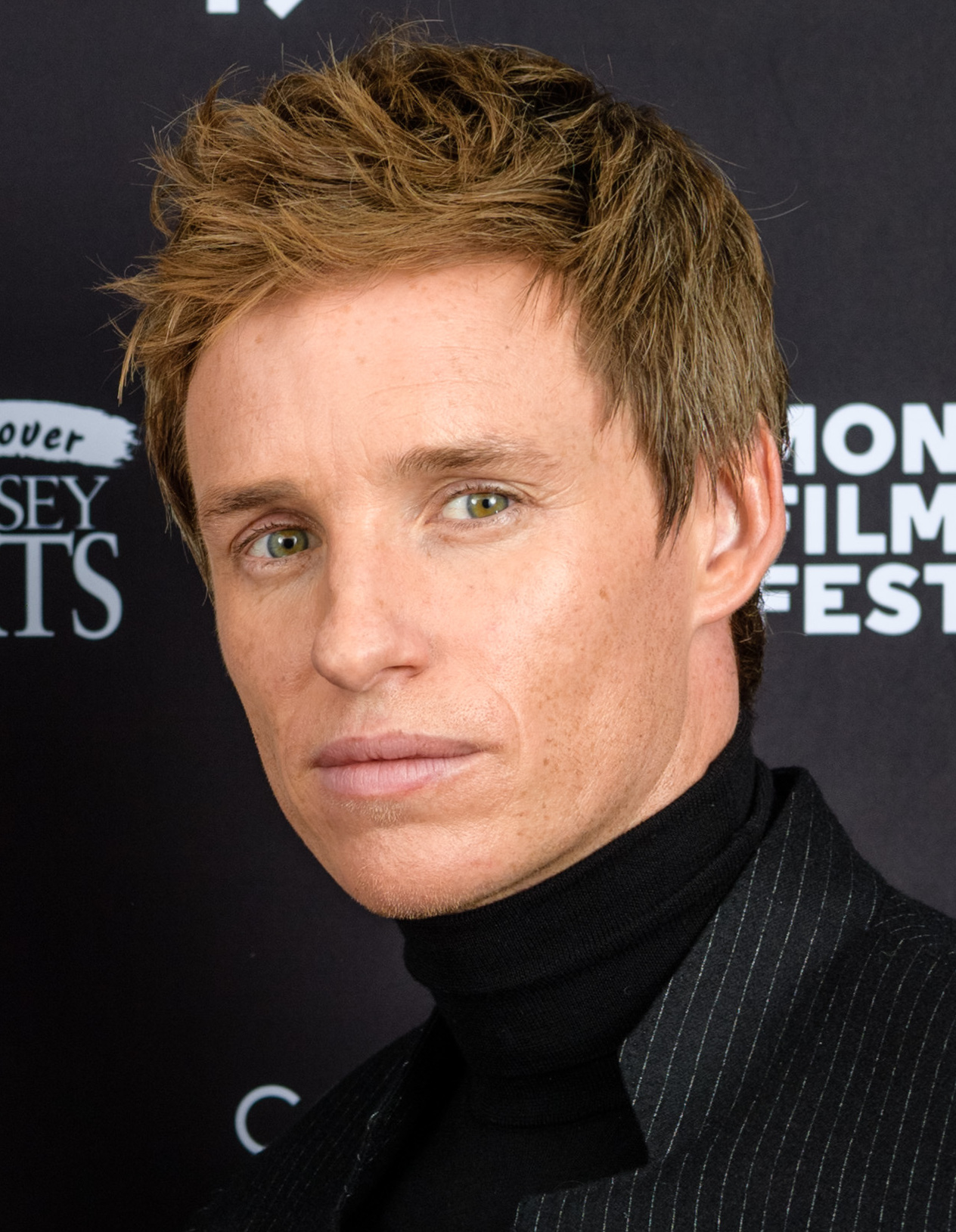
Eddie Redmayne, el 2022

- Jessica Chastain com a Amy Loughren
- Eddie Redmayne com a Charles Cullen
- Nnamdi Asomugha com a Danny Baldwin
- Noah Emmerich com a Tim Braun
- Kim Dickens com a Linda Garran
- Malik Yoba com a Sam Johnson

## Producció
El projecte es va anunciar el novembre de 2016, amb Tobias Lindholm dirigint la pel·lícula i Krysty Wilson-Cairns escrivint el guió. La productora Lionsgate estava inicialment configurada per a distribuir la pel·lícula. L'agost de 2018, Jessica Chastain i Eddie Redmayne van iniciar negociacions per a protagonitzar la pel·lícula.
No es va anunciar cap desenvolupament addicional a la pel·lícula fins al febrer de 2020. Es va confirmar que Chastain i Redmayne protagonitzarien el film i que Lionsgate ja no va participar en el projecte. Netflix va entrar en negociacions per a comprar els drets de distribució mundials de la pel·lícula per $25 milions.
El març de 2021, Nnamdi Asomugha es va unir a l'elenc, i Noah Emmerich i Kim Dickens van fer-ho a l'abril.
El rodatge va començar el 12 d'abril de 2021 a Stamford, Connecticut.